# Francesca Cauz
Francesca Cauz, née le 24 septembre 1992 à Conegliano est une coureuse cycliste professionnelle italienne, membre de l'équipe Alé Cipollini. Bonne grimpeuse, elle finit septième du Tour d'Italie 2013.

## Biographie
Elle est née à Conegliano, mais vit à San Fior. C'est la fille du spécialiste du cyclo-cross Giorgio Cauz. Elle commence la compétition en catégorie G2, c'est-à-dire à 8 ans, dans le club de San Vendemiano. Elle intègre ensuite en junior le club G.S. Verso L'Iride di Conegliano et y reste jusqu'à sa première année espoir.
En 2012, elle devient professionnelle dans l'équipe Fassa Bortolo-Servetto dirigée par Lucio Rigato. Elle participe cette année-là au Tour d'Italie pour la première fois et termine trente-troisième. Elle est également sélectionnée pour participer aux championnats du monde de Fauquemont par l'équipe nationale. 
En 2013, elle est l'une des protagonistes du Tour d'Italie. Elle est deuxième de la montagneuse cinquième étape qui se termine au Monte Beigua à une minute quarante-quatre de Mara Abbott. Elle pointe alors à la cinquième place du classement général. Le lendemain, elle est troisième distante de trente-quatre secondes de l'Américaine, elle remonte alors à la quatrième place du classement général. Le contre-la-montre de la huitième et dernière étape lui fait perdre du temps. Elle est en effet dépassée au classement général par Shara Gillow, Evelyn Stevens et Marianne Vos. Elle est finalement septième du Tour d'Italie mais remporte le classement de la meilleure jeune,. En septembre, sur le Tour de l'Ardèche, elle est septième de la cinquième étape, puis dixième de l'étape suivante. Cela lui permet de finir septième du classement général final. Elle enchaîne avec le Tour de Toscane. Lors de la dernière étape, en protestation contre les problèmes de sécurité, 59 participantes ne prennent pas le départ. Francesca Cauz remonte alors à la troisième place du classement général. Elle participe de nouveau aux championnats du monde à Florence cette fois et termine à la vingt-quatrième place.
Après une saison blanche en 2014, elle rejoint l'équipe Alé Cipollini en 2015.

## Palmarès sur route
- 2013
  - Tour d'Italie
    - Classement de la meilleure jeune
    - 7e du classement général

  - 3e du Tour de Toscane
  - 7e du Tour de l'Ardèche

## Classements mondiaux
| Année                                 | 2013 | 2014 | 2015 |
| ------------------------------------- | ---- | ---- | ---- |
| Classement UCI                        | 36e  | 328e | 412e |
|                                       |      |      |      |
| Légende : nc = non classéSource : UCI |      |      |      |